# Soňa Horňáková
Soňa Horňáková (ur. 14 lipca 1959 w Bratysławie) – słowacka piosenkarka.
Początek jej kariery związany był z grupami studenckimi Mladosť i Letorosty. W latach 80. współpracowała z bratysławskim zespołem folkrockowym Strom, a później z formacjami Nika i S. H. Band.

## Dyskografia
- 1993 – Soňa Horňáková
- 1996 – Súmrak snov
- 2000 – Dívam sa z okna
- 2000 – Buvipesničky
- 2003 – Piesne z nevydaných albumov
- 2005 – Pozdrav z Teonatu
- 2010 – Santa Barbara[3]
- 2019 – V šere lesklých stromov[4]

## Nagrody i wyróżnienia
- 1988 – z zespołem Nika: brązowa Bratysławska Lira za utwór „Dnes je láska príťaž“ (autorzy: Pavol Hammel / Jozef Augustín Štefánik).
- 2005 – nagroda Aurel za najlepszy album folkowy roku (Pozdrav z Teonatu)[5]